# Primera División (Uruguay) 1973
Die Saison 1973 der Primera División war die 70. Spielzeit (die 42. der professionellen Ära) der höchsten uruguayischen Spielklasse im Fußball der Männer, der Primera División.
Die Primera División bestand in der Meisterschaftssaison des Jahres 1973 aus zwölf Vereinen, deren Mannschaften in insgesamt 132 von Anfang September bis Mitte Dezember des Jahres ausgetragenen Meisterschaftsspielen jeweils zweimal aufeinandertrafen. Es fielen 282 Tore. Die Meisterschaft gewann der Club Atlético Peñarol als Tabellenerster vor Nacional Montevideo und dem Danubio FC als Zweitem und Drittem der Saisonabschlusstabelle. Central Español musste in die Segunda División absteigen. Peñarol und Nacional qualifizierten sich für die Copa Libertadores 1974.
Torschützenkönig wurde mit 23 Treffern Fernando Morena vom Meister Peñarol, der damit fast zwei Drittel der Saisontore seines Klubs erzielte.

## Jahrestabelle
| Pl. | Verein                   | Sp. | S  | U  | N  | Tore    | Diff. | Punkte |
| --- | ------------------------ | --- | -- | -- | -- | ------- | ----- | ------ |
| 1.  | Club Atlético Peñarol    | 22  | 14 | 7  | 1  | 038:160 | +22   | 35     |
| 2.  | Nacional Montevideo (M)  | 22  | 9  | 11 | 2  | 029:190 | +10   | 29     |
| 3.  | Danubio FC               | 22  | 10 | 8  | 4  | 026:150 | +11   | 28     |
| 4.  | Club Atlético Defensor   | 22  | 10 | 5  | 7  | 033:280 | +5    | 25     |
| 5.  | Club Atlético Rentistas  | 22  | 7  | 10 | 5  | 021:180 | +3    | 24     |
| 6.  | Liverpool FC             | 22  | 8  | 7  | 7  | 028:210 | +7    | 23     |
| 7.  | CA Cerro                 | 22  | 8  | 7  | 7  | 024:240 | ±0    | 23     |
| 8.  | Montevideo Wanderers (N) | 22  | 4  | 13 | 5  | 016:150 | +1    | 21     |
| 9.  | River Plate              | 22  | 5  | 11 | 6  | 017:200 | −3    | 21     |
| 10. | Huracán Buceo            | 22  | 3  | 10 | 9  | 022:290 | −7    | 16     |
| 11. | Central Español          | 22  | 6  | 2  | 14 | 018:380 | −20   | 14     |
| 12. | Bella Vista              | 22  | 1  | 3  | 18 | 010:390 | −29   | 05     |

| (M) | Meister der vorangegangenen Saison  |
| (N) | Aufsteiger aus der Segunda División |